# السياسة في غانا

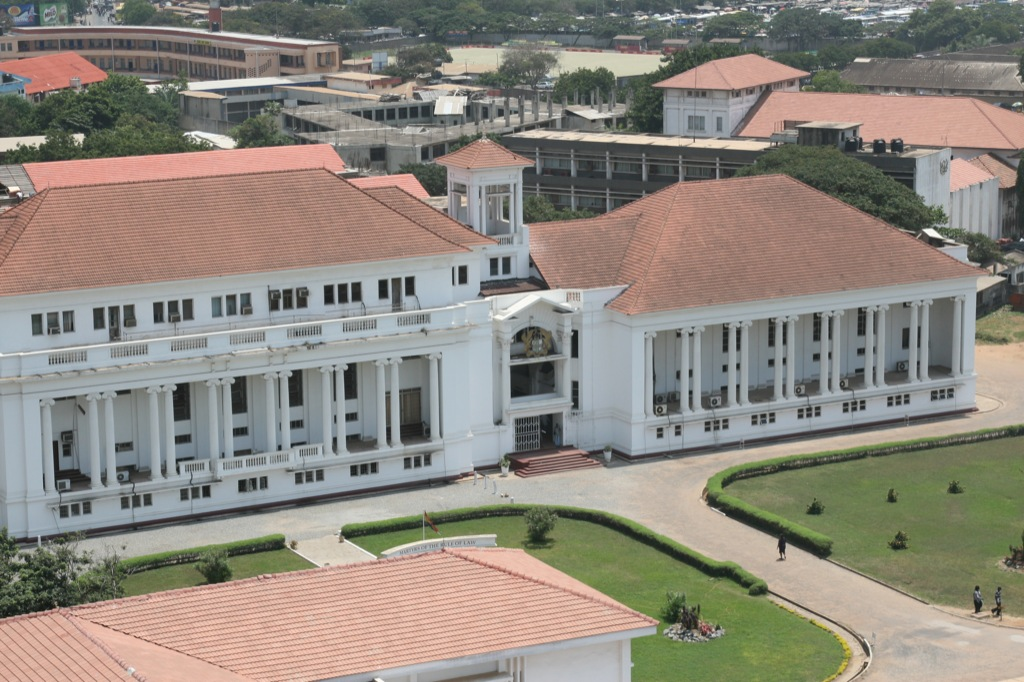

تجري السياسة في غانا ضمن إطار رئاسيّ جمهوريّ ديمقراطي تمثيليّ، يكون رئيس غانا هو حاكم البلاد ورئيس الحكومة، وضمن نظام سياسي متعدد الأحزاب. مقرّ الحكومة هو غولدين يوبيلي هاوس. تضطلع الحكومة بالسلطة التنفيذية، في حين تُوكَل السلطة التشريعية إلى كلٍّ مِن الحكومة والبرلمان. أمّا السلطة القضائية فهي مستقلّة عن السلطتَين التنفيذية والتشريعية.
يحدّد الدستور الذي أسس الجمهورية الرابعة الميثاق الأساسي للحكومة الجمهورية الديمقراطية. يُعلن الدستور أن غانا دولة موحدة يكون الشعب فيها مصدر السيادة. تجنُّبًا لوقوع انقلابات عسكرية مستقبلًا، أو قيام حكومات ديكتاتورية، أو دولة حزب واحد، صُمّم الدستور لإرساء مبادئ ومفهوم مشاركة السلطة. يُرى في دستور غانا الدروس المستفادة من الدساتير السابقة التي أُبطِلت، مثل دساتير الأعوام 1957، و1960، و1969، و1979، ويشتمل على أحكامٍ وأنظمة دستورية مُستقاةٍ مِن نماذج دستورية بريطانية وأمريكية. مِن إحدى الأحكام الدستورية المثيرة للجدل هو الحكم الذي يضمن حصانة أعضاء وموظفي مجلس الدفاع الوطني المؤقت من المساءلة لأي عمل رسمي أو تقصير خلال سنوات حكم المجلس. ينادي الدستور بنظام للضوابط والتوازنات، يجعل السلطة شراكةً بين الرئيس، والبرلمان ذي المجلس الواحد، ومجلس الدولة، والقضاء المستقل.

## السلطة التنفيذية
تتركز السلطة التنفيذية في مكتب الرئاسة، إضافةً إلى مجلس الدولة. الرئيس هو حاكم البلاد، ورئيس الحكومة، والقائد الأعلى للقوات المسلحة. يعيّن الرئيس نائب الرئيس. بمقتضى أحكام الدستور، يجب أن يكون نصف عدد وزراء الدولة الذين يعيّنهم الرئيس من أعضاء البرلمان.
وفقًا لنتائج الانتخابات الرئاسية في ديسمبر 2012، أُعلنت اللجنة الانتخابية بغانا عن فوز جون دراماني ماهاما رئيسًا للبلاد. اعترض كلّ مِن نانا أكوفو-أدو، ومحمود باومميا وكيج أوبيتسيبي-لامبتي على نتائج تلك الانتخابات أمام المحكمة العليا في غانا، والتي وصلت إلى قرار يقضي بقانونية فوز ماهاما في الانتخابات.

## السلطة التشريعية
تُوكل المهام التشريعية إلى البرلمان الذي يتألف من مجلس واحد يضمّ 275 عضوًا إضافةً إلى رئيس المجلس. لإقرار مشروع قانون ما، يجب على القانون أن يحصل على موافقة الرئيس، الذي لديه صلاحية حق النقض (فيتو) على جميع مشاريع القوانين ما عدا تلك التي تكون بحاجة ملحّة للتصويت. يُنتخب أعضاء مجلس البرلمان لمدة 4 سنوات من خلال دوائر انتخابية أُحادية المقعد بموجب نظام الأكثرية البسيطة. كما تنبّأ به قانون دوفرجيه في العلوم السياسية، فقد شجّع نظام التصويت هذا على دفع العملية السياسية في غانا باتجاه نظام الحزبين، وهو ما يعني وجود حزبين سياسيّين كبيرين مهيمنَين، وهو ما يجعل من شبه المستحيل لأيٍّ كان أن يحقق نجاحًا انتخابيًّا تحت لواء أيّ حزب آخر. عُقدت الانتخابات كلّ 4 سنوات منذ العام 1992. تُجرى الانتخابات الرئاسية والبرلمانية في نفس الوقت، وغالبًا ما تكون في 7 ديسمبر.

## السلطة القضائية
تُعتبر هيكيلة وسلطة القضاء مستقلة عن السلطتين التشريعية والتنفيذية. تتمتع المحكمة العليا في غانا بصلاحيات واسعة لمراجعة الأحكام القضائية. يخوّل الدستورُ المحكمة العليا بالبتّ في دستورية أيّ تشريعات أو إجراءات تنفيذية بناءً على طلب أيّ مواطنٍ يلحقه الضرر بسببها. غالبيّة هيكيلية المحاكم الغانيّة مستقاةٌ من الأشكال القضائية البريطانية. يقع ضمن اختصاص المحاكم جميع الشؤون المدنية والجنائيّة. تشمل السلطة القضائية، محاكم القضاء العُليا والتي تأسست بموجب دستور العام 1992، المحاكم الدُنيا، التي أسسها البرلمان. محاكم القضاء العُليا، مرتّبةً من أعلاها إلى أدناها، هي: المحكمة العُليا في غانا، محكمة الاستئناف، محكمة العدل العُليا، والمحاكم الإقليمية العشرة. بالنسبة للمحاكم الدُنيا، فمنذ قانون المحاكم للعام 2002، أصبحت تضمّ: الدوائر القضائيّة، محاكم الصلح، ومحاكم متخصصة مثل محاكم الأحداث. في العام 2007، أصبحت جورجينا وود أوّل امرأة تعيّن في منصب رئيس المحكمة العُليا في غانا.